# Gewerbeturm Amriswil
Der Gewerbeturm Amriswil ist ein Aussichtsturm der Gemeinde Amriswil im Kanton Thurgau.
Der Name bezieht sich darauf, dass der Turm zum hundertjährigen Jubiläum des Gewerbevereins Amriswil errichtet und von diesem finanziert wurde.

## Situation
Der im Jahre 2012 aus Holz (Hauptstützen aus Fichte, Treppen aus Lärche) erstellte Turm ist 19,5 Meter hoch. 90 Treppenstufen führen zur Aussichtsplattform in 15,25 Meter Höhe.
In ca. 15 – 20 Minuten führen diverse Wanderwege von den umliegenden Dörfern zum Aussichtsturm.
Vom Turm aus bietet sich eine Rundumsicht vom Säntis im Süden bis zum Bodensee im Norden.

## Galerie

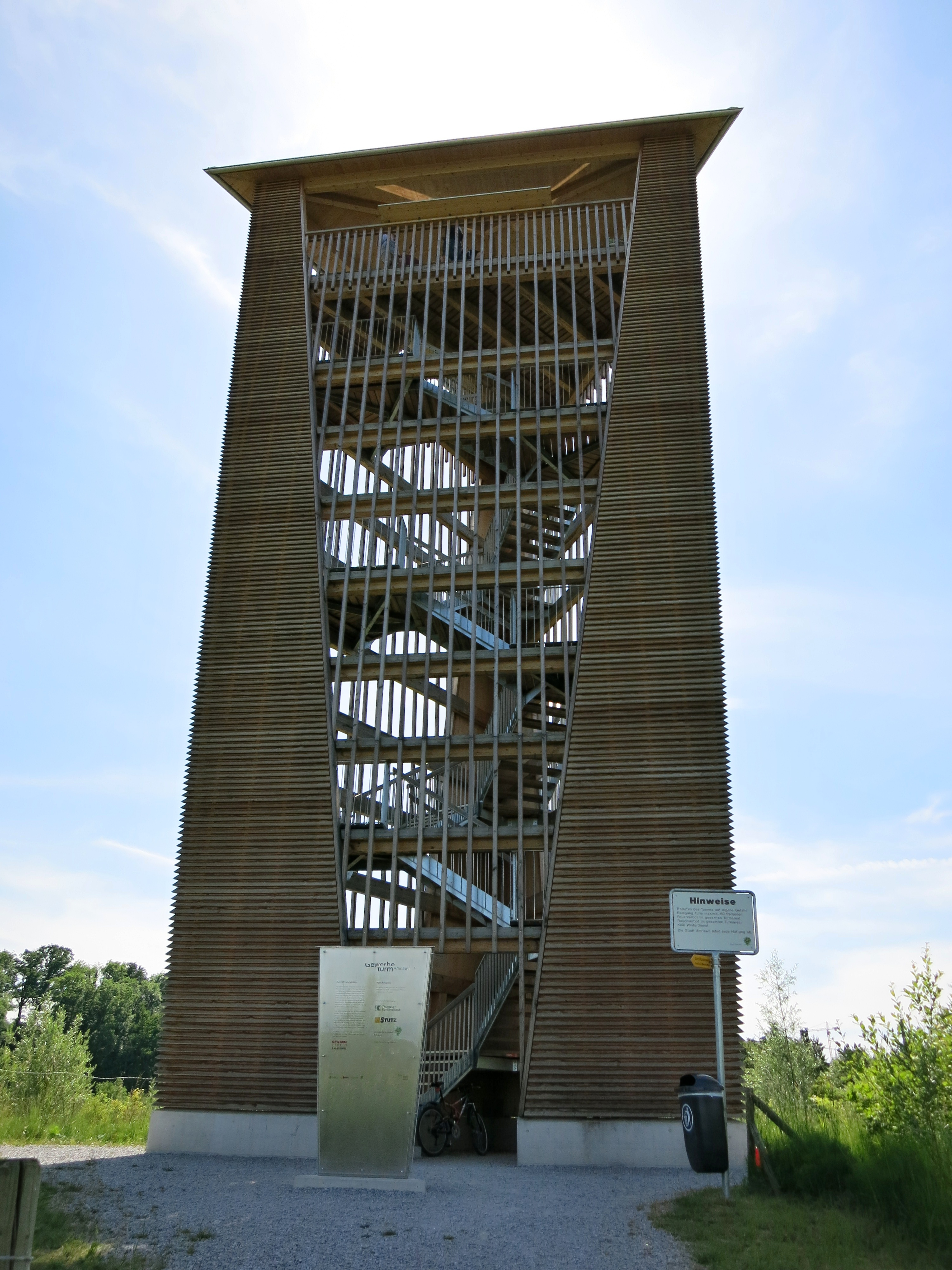
Gewerbeturm
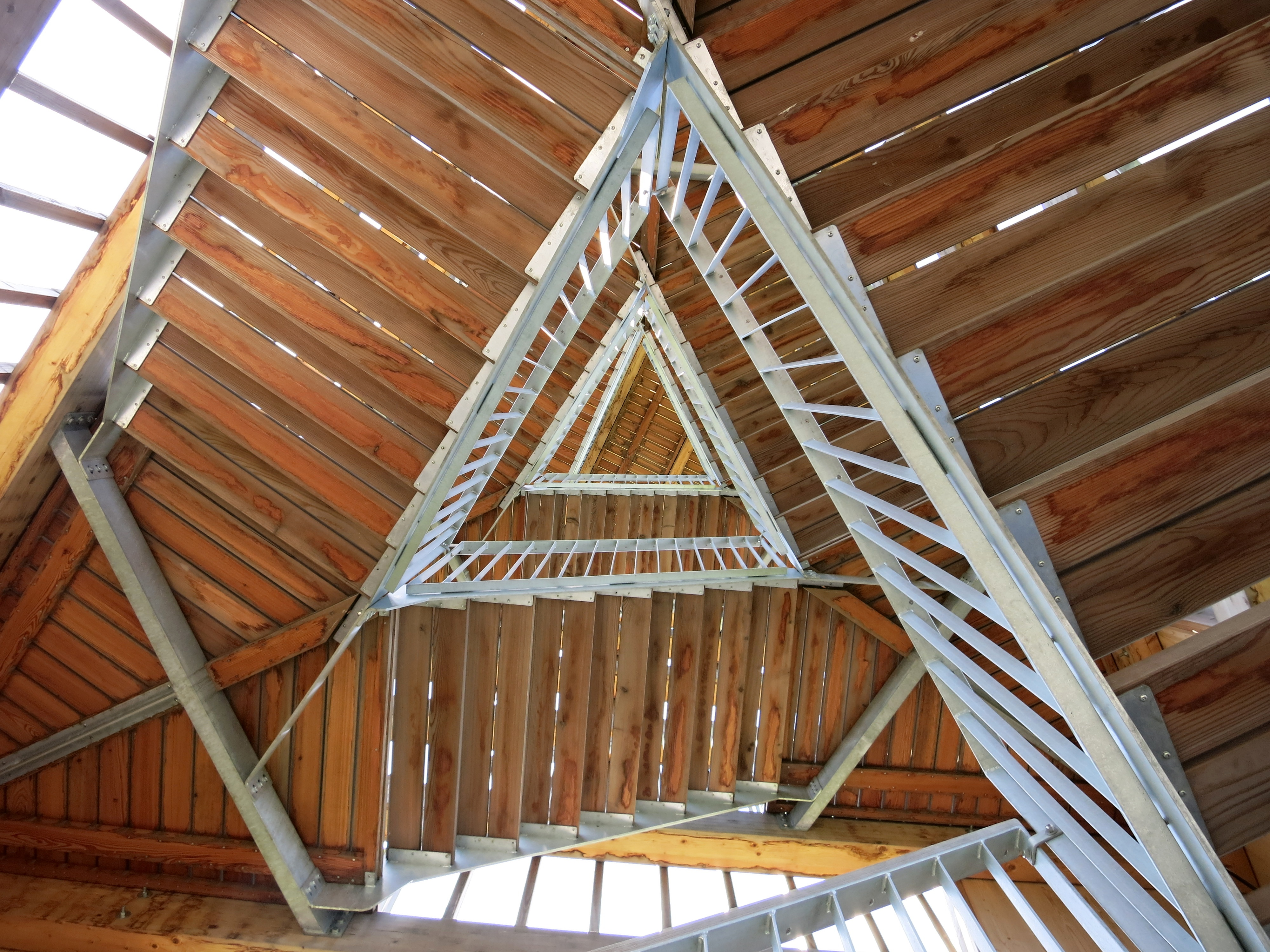
Treppen
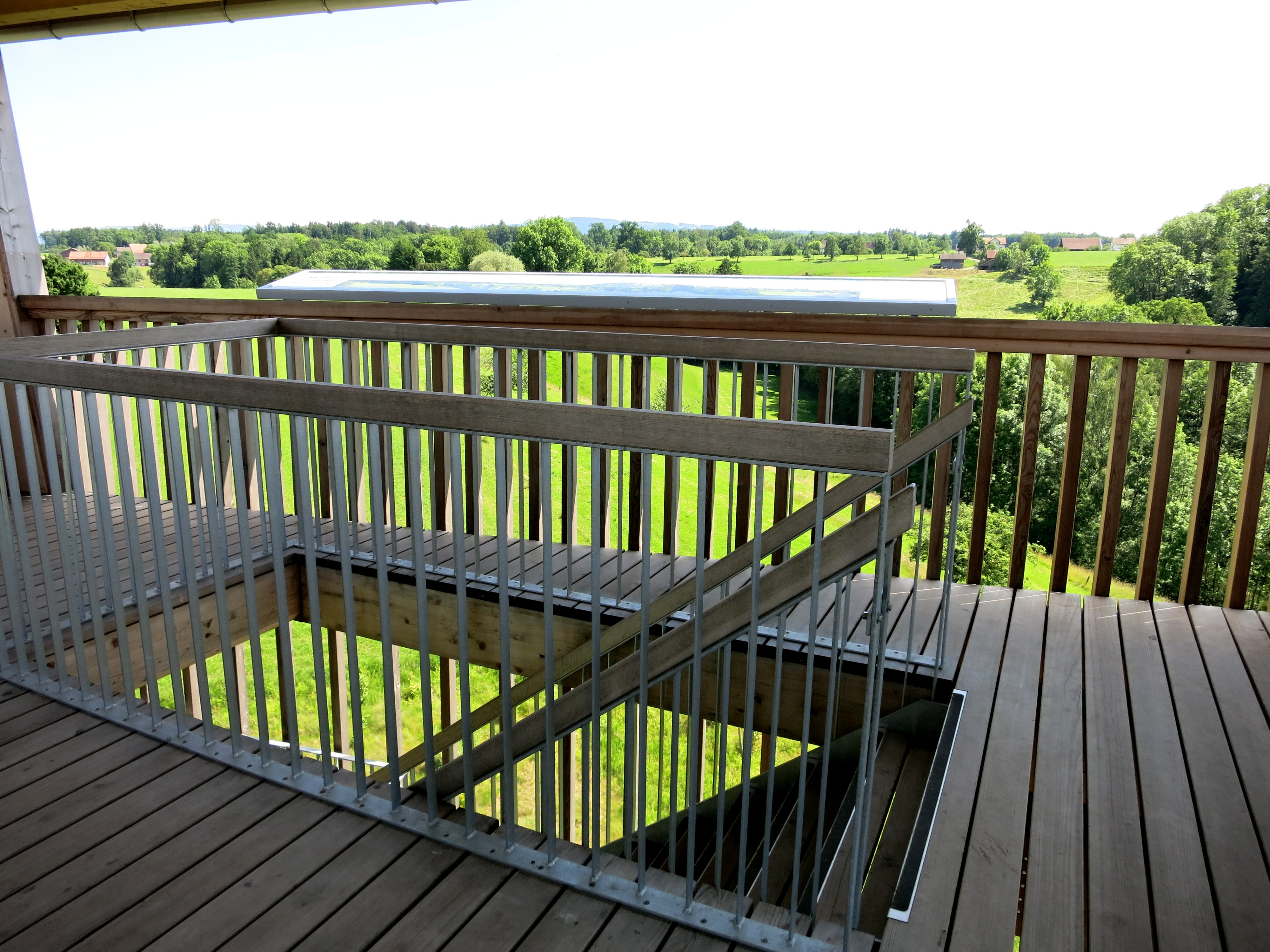
Aussichtsplattform